# Domus Sanctae Marthae

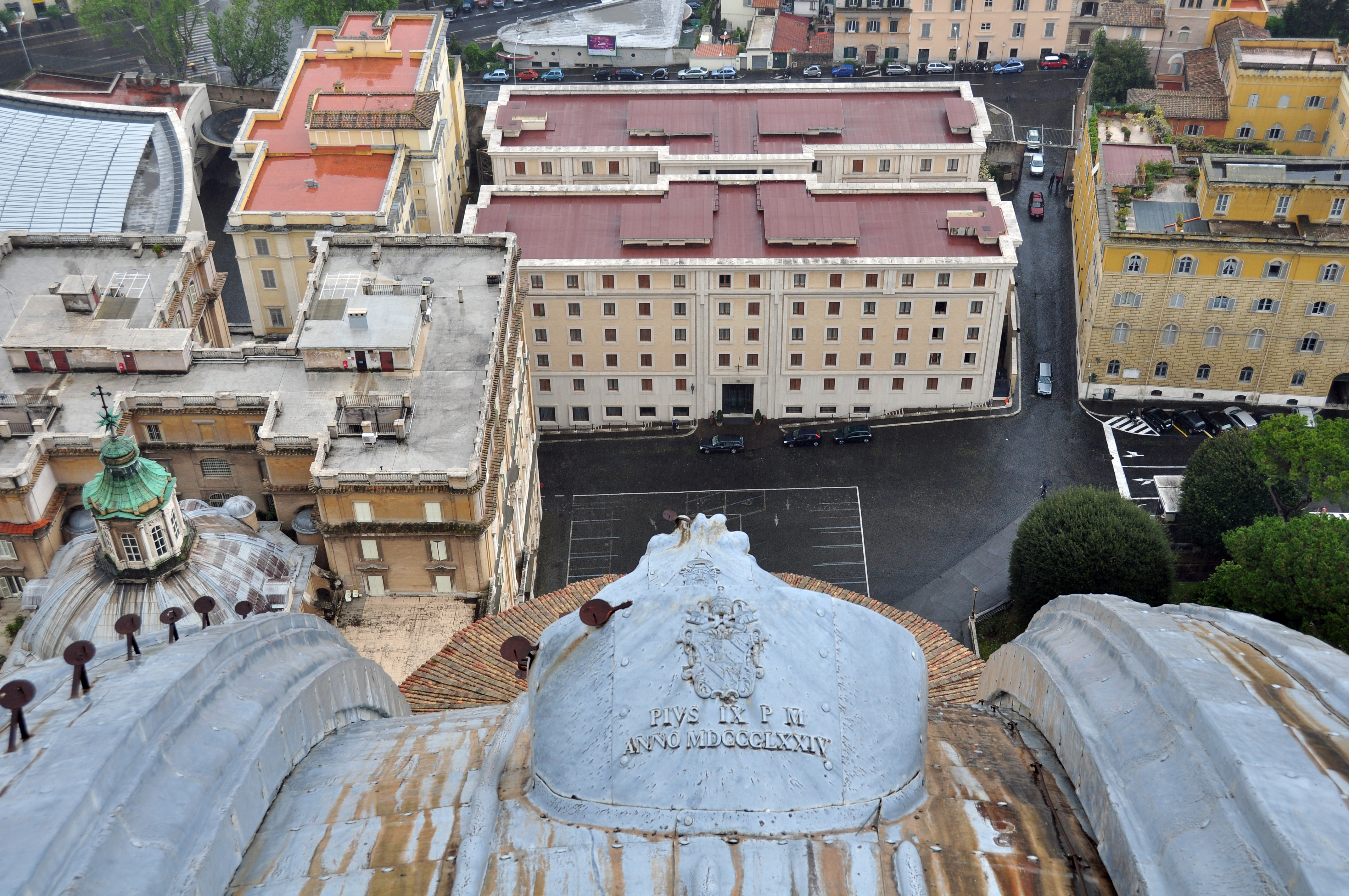
Vista da Domus Sanctae Marthae a partir da cúpula da Basílica de São Pedro entre a sacristia da basílica (à esquerda) e o Palazzo San Carlo (à direita).

Domus Sanctae Marthae (em italiano:  Casa Santa Marta) é um palácio localizado ao lado da Basílica de São Pedro, na Piazza di Santa Marta, na Cidade do Vaticano. Construído em 1996, durante o papado do papa João Paulo II, o edifício foi batizado em homenagem a Santa Marta, que era irmã dos santos Maria de Betânia e Lázaro. Atualmente funciona como hospedagem para membros do clero enquanto tratam de negócios com a Santa Sé e como residência para membros do Colégio de Cardeais durante a realização de um conclave papal para eleger um novo papa.
O papa Francisco viveu na Casa de Santa Marta a partir de sua eleição, em março de 2013, até sua morte em 21 de abril de 2025, recusando viver nos apartamentos papais do Palácio Apostólico.

## Edifício

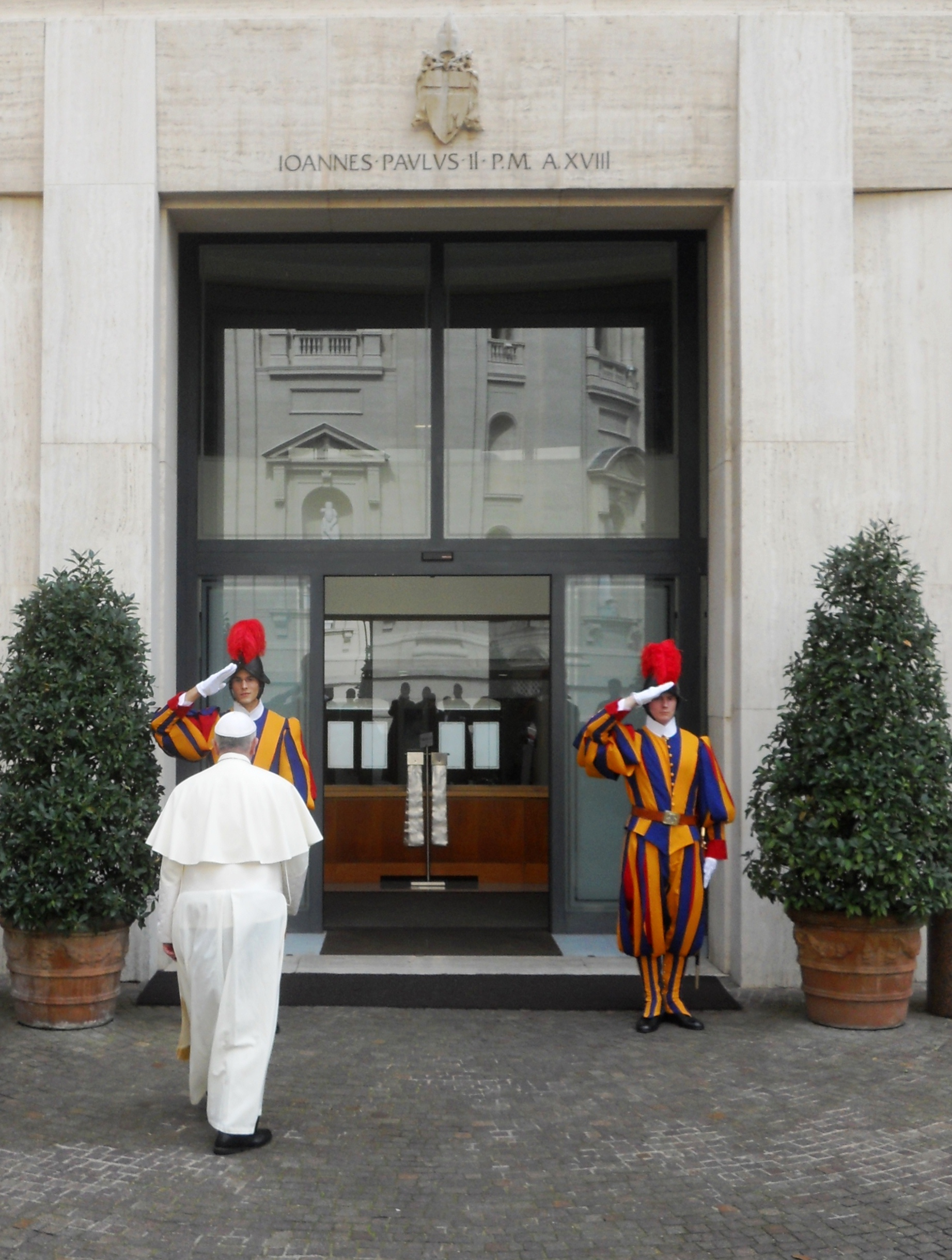
Papa Francisco chegando à Domus, que serviu como residência papal em seu pontificado. À frente, dois seguranças da Guarda Suíça.

O papa João Paulo II, depois de ter participado de dois conclaves, decidiu tornar o processo todo mais confortável e menos extenuante para os cardeais, geralmente já bastante idosos, e encomendou a construção da Domus Sanctæ Marthæ. Ele determinou que o edifício deveria servir para abrigar os cardeais durante as eleições papais e, em outras ocasiões, deveria estar disponível para "pessoal eclesiástico servindo ao Secretariado de Estado e, tanto quanto possível, aos demais dicastérios da Cúria Romana, e também aos cardeais e bispos visitando a Cidade do Vaticano para ver o papa ou para participar de eventos e encontros organizados pela Santa Sé". Leigos também já ficaram hospedados ali.
Grupos ambientalistas e políticos italianos protestaram contra a construção porque o edifício bloquearia a vista da Basílica de São Pedro desfrutada por alguns apartamentos vizinhos, mas o chefe do Departamento Vaticano de Serviços Técnicos respondeu que ele seria mais baixo do que muitos destes mesmos edifícios vizinhos e rejeitou todas as tentativas de impedir o direito do Vaticano de construir dentro de suas fronteiras soberanas.
A obra custou US$ 20 milhões, com US$ 13 milhões inicialmente ofertados pelo proprietário de cassinos de Pittsburgh, na Pensilvânia (EUA), John E. Connelly, que depois recebeu um contrato para vender cópias de obras de arte do Vaticano nos Estados Unidos. Connelly não cumpriu sua promessa inicial, pois seus próprios negócios passaram por dificuldades e seu contrato acabou sendo rescindido depois que ele fracassou em expandir o investimento marketing para além de Pittsburgh. Connelly propôs Lous D. Astorino, um arquiteto de Pittsburgh, para projetar o edifício. Quando seu projeto foi rejeitado, Astorino permaneceu ligado ao projeto como arquiteto-supervisor e acabou sendo o responsável pelo projeto da vizinha Cappella dello Spirito Santo della Domus Sanctae Marthae, localizada entre a Muralha Leonina e o edifício propriamente dito.
O edifício, com cinco andares, contém 106 suítes, 22 salas simples e um apartamento e é administrado pelas Filhas da Caridade de São Vicente de Paulo. Todos mobiliados, com banheiros e escritórios para os ocupantes. Além disto, há ainda instalações para alimentação e serviços pessoais.

## Estrutura anterior
O papa Leão XIII determinou a construção do Ospedale di Santa Marta em 1891 no local onde está atualmente a Domus quando se temia que a epidemia de cólera na época poderia chegar a Roma. Depois que isto não ocorreu, o edifício passou a ser utilizado para servir os doentes dos riones Borgo e Trastevere de Roma e como hospedaria para peregrinos. Ele foi eletrificado em 1901 e ganhou uma capela no ano seguinte. Os serviços médicos foram ampliados para atender também padres e os membros da Guarda Suíça. Durante a Segunda Guerra Mundial, o edifício foi utilizado para abrigar refugiados, judeus e embaixadores de países que haviam cortado relações com a Itália. Depois da guerra, o papa Pio XII recebeu 800 crianças romanas para um café da manhã no local depois que elas receberam sua Primeira Comunhão. O edifício então passou a abrigar clérigos idosos em seus últimos anos de vida e também como residência para clérigos alocados a escritórios na administração do Vaticano.

## Conclaves

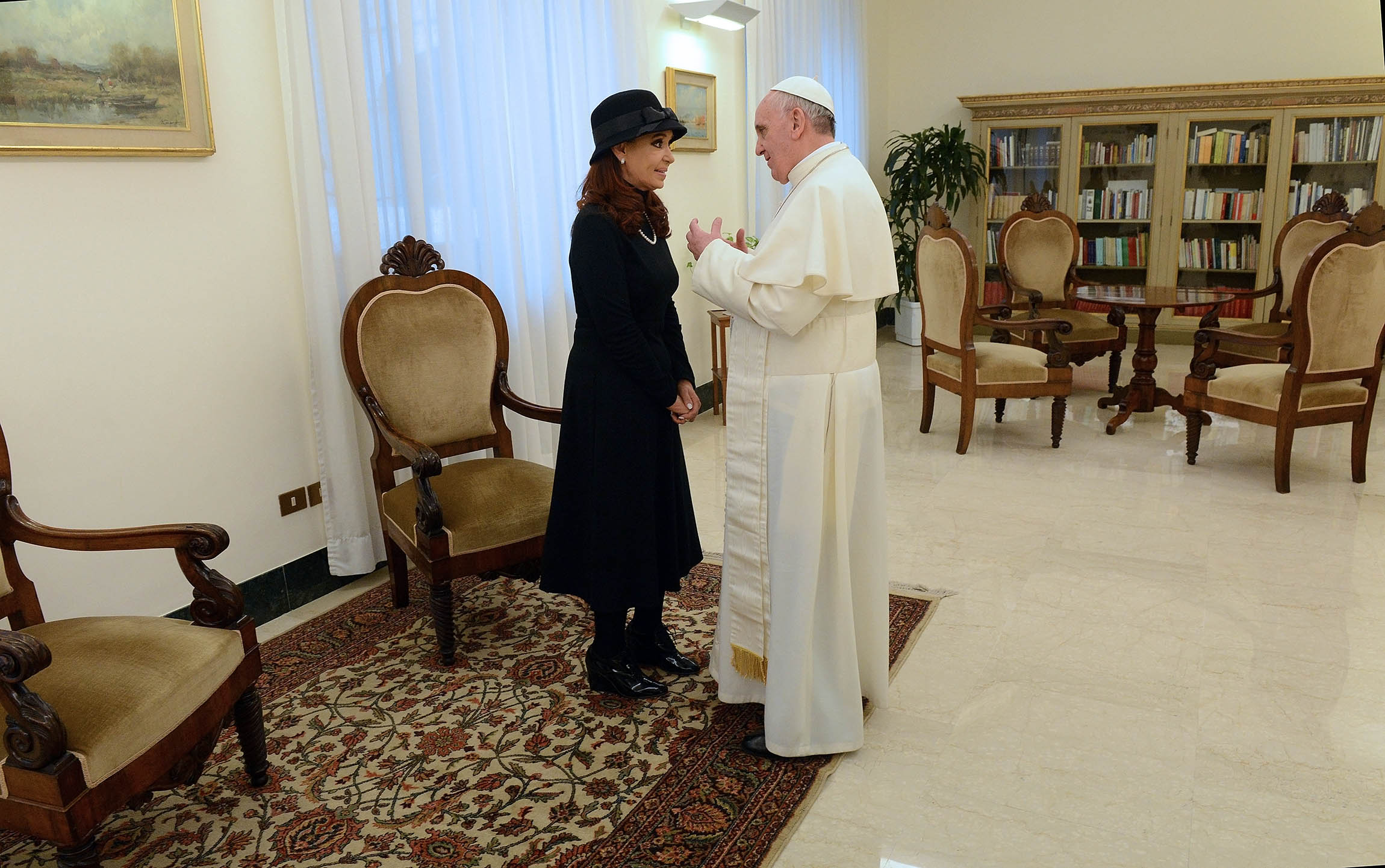
Vista do interior numa foto oficial de uma visita da ex-presidente argentina Cristina Kirchner ao Papa Francisco.

A constituição apostólica de João Paulo II Universi Dominici gregis, de 22 de fevereiro de 1996, mudou as regras que governam os conclaves papais para abrigar os cardeais eleitores e alguns funcionários específicos no Domus Sanctae Marthae, o que já ocorreu no conclave de 2005 e no conclave de 2013. Antes da construção da Domus, os cardeais ficavam no Palácio Apostólico, dormindo em camas simples espalhadas em espaços temporários por todo o palácio, alguns nos corredores e escritórios, geralmente separados uns dos outros por um lençol pendurado num varal e compartilhando banheiros com até dez outros cardeais.

## Residência papal
Em 26 de março de 2013, o Vaticano anunciou que o papa Francisco não se mudaria para o apartamento papal, que fica no terceiro andar do Palácio Apostólico, o primeiro papa a não viver ali desde a mudança do papa Pio X para lá em 1903. O papa explicou sua decisão dizendo: "A residência no Palácio Apostólico é [...] grande e de muito bom gosto, mas não é luxuosa [...] É grande, mas a entrada é estreita. Apenas uma pessoa por vez consegue entrar e eu não consigo viver sozinho. Preciso viver minha vida com outros". 
Permanecendo por um tempo no quarto que recebeu por sorteio no início do conclave que o elegeu, Francisco mudou-se então para a suíte 201, à qual utilizou como seu escritório. Ele celebrava sua missa matinal na Domus e ali fazia suas refeições. Ocupou um quarto mobiliado com suas necessidades básicas, um crucifixo de madeira e uma pequena estátua de Nossa Senhora de Luján, a padroeira da Argentina, Uruguai e Paraguai. Fora do quarto papal ficavam sempre dois seguranças da Guarda Suíça, dia e noite, e uma estátua de São José, na qual o pontífice depositava pedidos de oração.